# National Basketball Association 2019-2020
La stagione della NBA 2019-2020 è stata la 74ª edizione del campionato NBA. Iniziata il 22 ottobre 2019, i playoff sarebbero dovuti iniziare il 18 aprile. Il 12 marzo 2020 la stagione è stata sospesa a causa della positività al COVID-19 di un giocatore degli Utah Jazz, Rudy Gobert.
La stagione è ripresa il 31 luglio 2020 in sede unica, al Disney World Resort di Orlando (Florida), in seguito alla decisione ratificata dal commissioner Adam Silver in accordo con i proprietari delle franchigie. La ripartenza ha visto 22 squadre (sono state escluse due squadre a Ovest e sei a Est che non avrebbero potuto raggiungere i playoff) disputare 88 partite di regular season, 8 per ciascun team, definendo così la classifica finale e permettendo alle squadre di superare quota 70 partite. Il regolamento per il torneo di Orlando ha introdotto anche la possibilità di ricorrere al sistema del play-in. Nel caso in cui, infatti, ottava e nona classificata di ogni conference avessero terminato la regular season con un distacco uguale o inferiore alle 4 vittorie, le squadre si sarebbero giocate l'ultimo posto ai playoff.
I playoff sono terminati con gara-6 di finale, l'11 ottobre 2020.

## Squadre partecipanti
- Atlanta Hawks
- Boston Celtics
- Brooklyn Nets
- Charlotte Hornets
- Chicago Bulls
- Cleveland Cavaliers
- Dallas Mavericks
- Denver Nuggets
- Detroit Pistons
- Golden State Warriors

- Houston Rockets
- Indiana Pacers
- Los Angeles Clippers
- Los Angeles Lakers
- Memphis Grizzlies
- Miami Heat
- Milwaukee Bucks
- Minnesota Timberwolves
- New Orleans Pelicans
- New York Knicks

- Oklahoma City Thunder
- Orlando Magic
- Philadelphia 76ers
- Phoenix Suns
- Portland Trail Blazers
- Sacramento Kings
- San Antonio Spurs
- Toronto Raptors
- Utah Jazz
- Washington Wizards

## Classifiche

### Division

#### Western Conference
Northwest Division
| Northwest Division      | Northwest Division | Northwest Division | Northwest Division | Northwest Division | Northwest Division | Northwest Division | Northwest Division | Northwest Division |
| Squadra                 | V                  | S                  | V%                 | PR                 | Casa               | Trasf              | Div                | PG                 |
| ----------------------- | ------------------ | ------------------ | ------------------ | ------------------ | ------------------ | ------------------ | ------------------ | ------------------ |
| y – Denver Nuggets      | 46                 | 27                 | .630               | 7,0                | 26–11              | 20–16              | 12–2               | 73                 |
| x – Oklahoma Thunder    | 44                 | 28                 | .611               | 8,5                | 23–14              | 21–14              | 8–5                | 72                 |
| x – Utah Jazz           | 44                 | 28                 | .611               | 8,5                | 23–12              | 21–16              | 5–7                | 72                 |
| v – Portland T. Blazers | 35                 | 39                 | .473               | 18,5               | 21–15              | 14–24              | 5–8                | 74                 |
| Minnesota T'wolves      | 19                 | 45                 | .297               | 29,5               | 8–24               | 11–21              | 2–10               | 64                 |

Pacific Division
| Pacific Division  | Pacific Division | Pacific Division | Pacific Division | Pacific Division | Pacific Division | Pacific Division | Pacific Division | Pacific Division |
| Squadra           | V                | S                | V%               | PR               | Casa             | Trasf            | Div              | PG               |
| ----------------- | ---------------- | ---------------- | ---------------- | ---------------- | ---------------- | ---------------- | ---------------- | ---------------- |
| c – L.A. Lakers   | 52               | 19               | .732             | 0,0              | 25–10            | 27–9             | 10–3             | 71               |
| x – L.A. Clippers | 49               | 23               | .681             | 3,5              | 27–9             | 22–14            | 8–6              | 72               |
| Phoenix Suns      | 34               | 39               | .466             | 19,0             | 17–22            | 17–17            | 6–9              | 73               |
| Sacramento Kings  | 31               | 41               | .431             | 21,5             | 16–19            | 15–22            | 8–5              | 72               |
| G.S. Warriors     | 15               | 50               | .231             | 34,0             | 8–26             | 7–24             | 2–11             | 65               |

Southwest Division
| Southwest Division    | Southwest Division | Southwest Division | Southwest Division | Southwest Division | Southwest Division | Southwest Division | Southwest Division | Southwest Division |
| Squadra               | V                  | S                  | V%                 | PR                 | Casa               | Trasf              | Div                | PG                 |
| --------------------- | ------------------ | ------------------ | ------------------ | ------------------ | ------------------ | ------------------ | ------------------ | ------------------ |
| y – Houston Rockets   | 44                 | 28                 | .611               | 8,5                | 24–12              | 20–16              | 8–5                | 72                 |
| x – Dallas Mavericks  | 43                 | 32                 | .573               | 11,0               | 20–18              | 23–14              | 10–4               | 75                 |
| v – Memphis Grizzlies | 34                 | 39                 | .466               | 19,0               | 20–17              | 14–22              | 4–9                | 73                 |
| San Antonio Spurs     | 32                 | 39                 | .451               | 20,0               | 19–15              | 13–24              | 7–6                | 71                 |
| N.O. Pelicans         | 30                 | 42                 | .417               | 22,5               | 15–21              | 15–21              | 4–9                | 72                 |

#### Eastern Conference
Atlantic Division
| Atlantic Division      | Atlantic Division | Atlantic Division | Atlantic Division | Atlantic Division | Atlantic Division | Atlantic Division | Atlantic Division | Atlantic Division |
| Squadra                | V                 | S                 | V%                | PR                | Casa              | Trasf             | Div               | PG                |
| ---------------------- | ----------------- | ----------------- | ----------------- | ----------------- | ----------------- | ----------------- | ----------------- | ----------------- |
| y - Toronto Raptors    | 53                | 19                | .736              | 2,5               | 26–10             | 27–9              | 9–5               | 72                |
| x - Boston Celtics     | 48                | 24                | .667              | 7,5               | 26–10             | 22–14             | 9–6               | 72                |
| x - Philadelphia 76ers | 43                | 30                | .589              | 13,0              | 31–4              | 12–26             | 11–5              | 73                |
| x - Brooklyn Nets      | 35                | 37                | .486              | 20,5              | 20–16             | 15–21             | 6–10              | 72                |
| N.Y. Knicks            | 21                | 45                | .318              | 31,5              | 11–22             | 10–23             | 2–11              | 66                |

Central Division
| Central Division    | Central Division | Central Division | Central Division | Central Division | Central Division | Central Division | Central Division | Central Division |
| Squadra             | V                | S                | V%               | PR               | Casa             | Trasf            | Div              | PG               |
| ------------------- | ---------------- | ---------------- | ---------------- | ---------------- | ---------------- | ---------------- | ---------------- | ---------------- |
| z - Milwaukee Bucks | 56               | 17               | .767             | 0,0              | 30–5             | 26–12            | 13–1             | 73               |
| x - Indiana Pacers  | 45               | 28               | .616             | 11,0             | 25–11            | 20–17            | 8–7              | 73               |
| Chicago Bulls       | 22               | 43               | .338             | 30,0             | 14–20            | 8–23             | 7–9              | 65               |
| Detroit Pistons     | 20               | 46               | .303             | 32,5             | 11–22            | 9–24             | 5–10             | 66               |
| Cleveland Cavaliers | 19               | 46               | .292             | 33,0             | 11–25            | 8–21             | 4–10             | 65               |

Southeast Division
| Southeast Division | Southeast Division | Southeast Division | Southeast Division | Southeast Division | Southeast Division | Southeast Division | Southeast Division | Southeast Division |
| Squadra            | V                  | S                  | V%                 | PR                 | Casa               | Trasf              | Div                | PG                 |
| ------------------ | ------------------ | ------------------ | ------------------ | ------------------ | ------------------ | ------------------ | ------------------ | ------------------ |
| y - Miami Heat     | 44                 | 29                 | .603               | 12,0               | 29–7               | 15–22              | 10–4               | 73                 |
| x - Orlando Magic  | 33                 | 40                 | .452               | 23,0               | 18–17              | 15–23              | 9–5                | 73                 |
| Wash. Wizards      | 25                 | 47                 | .347               | 30,5               | 16–20              | 9–27               | 5–9                | 72                 |
| Charlotte Hornets  | 23                 | 42                 | .354               | 29,0               | 10–21              | 13–21              | 2–7                | 65                 |
| Atlanta Hawks      | 20                 | 47                 | .299               | 33,0               | 14–20              | 6–27               | 6–7                | 67                 |

### Conference

#### Western Conference
| Western Conference | Western Conference      | Western Conference | Western Conference | Western Conference | Western Conference | Western Conference |
| #                  | Squadra                 | V                  | S                  | V%                 | PR                 | PG                 |
| ------------------ | ----------------------- | ------------------ | ------------------ | ------------------ | ------------------ | ------------------ |
| 1                  | c – L.A. Lakers *       | 52                 | 19                 | .732               | –                  | 71                 |
| 2                  | x – L.A. Clippers       | 49                 | 23                 | .681               | 3,5                | 72                 |
| 3                  | y – Denver Nuggets *    | 46                 | 27                 | .630               | 7,0                | 73                 |
| 4                  | y – Houston Rockets *   | 44                 | 28                 | .611               | 8,5                | 72                 |
| 5                  | x – Oklahoma Thunder    | 44                 | 28                 | .611               | 8,5                | 72                 |
| 6                  | x – Utah Jazz           | 44                 | 28                 | .611               | 8,5                | 72                 |
| 7                  | x – Dallas Mavericks    | 43                 | 32                 | .573               | 11,0               | 75                 |
| 8                  | v – Portland T. Blazers | 35                 | 39                 | .473               | 18,5               | 74                 |
|                    |                         |                    |                    |                    |                    |                    |
| 9                  | v – Memphis Grizzlies   | 34                 | 39                 | .466               | 19,0               | 73                 |
| 10                 | Phoenix Suns            | 34                 | 39                 | .466               | 19,0               | 73                 |
| 11                 | San Antonio Spurs       | 32                 | 39                 | .451               | 20,0               | 71                 |
| 12                 | Sacramento Kings        | 31                 | 41                 | .431               | 21,5               | 72                 |
| 13                 | N.O. Pelicans           | 30                 | 42                 | .417               | 22,5               | 72                 |
| 14                 | Minnesota T'wolves      | 19                 | 45                 | .297               | 29,5               | 64                 |
| 15                 | G.S. Warriors           | 15                 | 50                 | .231               | 34,0               | 65                 |

#### Eastern Conference
| Eastern Conference | Eastern Conference     | Eastern Conference | Eastern Conference | Eastern Conference | Eastern Conference | Eastern Conference |
| #                  | Squadra                | V                  | S                  | V%                 | PR                 | PG                 |
| ------------------ | ---------------------- | ------------------ | ------------------ | ------------------ | ------------------ | ------------------ |
| 1                  | z - Milwaukee Bucks *  | 56                 | 17                 | .767               | –                  | 73                 |
| 2                  | y - Toronto Raptors *  | 53                 | 19                 | .736               | 2,5                | 72                 |
| 3                  | x - Boston Celtics     | 48                 | 24                 | .667               | 7,5                | 72                 |
| 4                  | x - Indiana Pacers     | 45                 | 28                 | .616               | 11,0               | 73                 |
| 5                  | y - Miami Heat *       | 44                 | 29                 | .603               | 12,0               | 73                 |
| 6                  | x - Philadelphia 76ers | 43                 | 30                 | .589               | 13,0               | 73                 |
| 7                  | x - Brooklyn Nets      | 35                 | 37                 | .486               | 20,5               | 72                 |
| 8                  | x - Orlando Magic      | 33                 | 40                 | .452               | 23,0               | 73                 |
|                    |                        |                    |                    |                    |                    |                    |
| 9                  | Wash. Wizards          | 25                 | 47                 | .347               | 30,5               | 72                 |
| 10                 | Charlotte Hornets      | 23                 | 42                 | .354               | 29,0               | 65                 |
| 11                 | Chicago Bulls          | 22                 | 43                 | .338               | 30,0               | 65                 |
| 12                 | N.Y. Knicks            | 21                 | 45                 | .318               | 31,5               | 66                 |
| 13                 | Detroit Pistons        | 20                 | 46                 | .303               | 32,5               | 66                 |
| 14                 | Atlanta Hawks          | 20                 | 47                 | .299               | 33,0               | 67                 |
| 15                 | Cleveland Cavaliers    | 19                 | 46                 | .292               | 33,0               | 65                 |

Note
- x – Qualificate per i playoff
- v – Disputeranno il play-in per accedere ai playoff
- * – Division leader

## Playoffs

### Play-in

#### Western Conference: (8) Portland Trail Blazers vs. (9) Memphis Grizzlies
Essendosi classificata come ottava, ai Trail Blazers basta una vittoria per aggiudicarsi la serie ed accedere ai playoff, ai Grizzlies invece ne servono due.
| Arbitri: | James Capers Pat Fraher Tony Brown |

|                      |            |                   |
| Ja Morant 35         | Punti      | 31 Damian Lillard |
| Kyle Anderson 9      | Assist     | 10 Damian Lillard |
| Jonas Valančiūnas 17 | Rimbalzi   | 21 Jusuf Nurkić   |
| Taylor Jenkins       | Allenatori | Terry Stotts      |

## Statistiche

### Statistiche individuali
| Categoria          | Giocatore             | Team                | Statistiche |
| ------------------ | --------------------- | ------------------- | ----------- |
| Punti              | James Harden          | Houston Rockets     | 34.3        |
| Rimbalzi           | Andre Drummond        | Detroit Pistons     | 15.2        |
| Assists            | LeBron James          | L.A. Lakers         | 10.2        |
| Palle rubate       | Ben Simmons           | Philadelphia 76ers  | 2.1         |
| Stoppate           | Hassan Whiteside      | Portland T. Blazers | 2.9         |
| Palle perse        | Trae Young            | Atlanta Hawks       | 4.8         |
| Falli              | Jaren Jackson Jr.     | Memphis Grizzlies   | 4.1         |
| Minuti per partita | Damian Lillard        | Portland T. Blazers | 37.5        |
| FG%                | Mitchell Robinson     | N.Y. Knicks         | 74.2%       |
| FT%                | Brad Wanamaker        | Boston Celtics      | 92.6%       |
| 3FG%               | George Hill           | Milwaukee Bucks     | 46.0%       |
| Efficienza         | Giannīs Antetokounmpo | Milwaukee Bucks     | 34.6        |
| Doppie-doppie      | Giannīs Antetokounmpo | Milwaukee Bucks     | 56          |
| Triple-doppie      | Luka Dončić           | Dallas Mavericks    | 17          |

### Record individuali per gara
| Categoria    | Giocatore         | Team                | Statistiche |
| ------------ | ----------------- | ------------------- | ----------- |
| Punti        | Damian Lillard    | Portland T. Blazers | 61          |
| Rimbalzi     | Jonas Valančiūnas | Memphis Grizzlies   | 25          |
| Assists      | LeBron James      | L.A. Lakers         | 19          |
| Assists      | Luka Dončić       | Dallas Mavericks    | 19          |
| Palle rubate | Ben Simmons       | Philadelphia 76ers  | 7           |
| Palle rubate | Fred VanVleet     | Toronto Raptors     | 7           |
| Palle rubate | Jonathan Isaac    | Orlando Magic       | 7           |
| Palle rubate | Elfrid Payton     | N.Y. Knicks         | 7           |
| Palle rubate | Dennis Smith Jr.  | N.Y. Knicks         | 7           |
| Palle rubate | Ricky Rubio       | Phoenix Suns        | 7           |
| Palle rubate | OG Anunoby        | Toronto Raptors     | 7           |
| Stoppate     | Hassan Whiteside  | Portland T. Blazers | 10          |
| Tiri da tre  | Zach LaVine       | Chicago Bulls       | 13          |

### Statistiche per squadra
| Categoria             | Team              | Statistiche |
| --------------------- | ----------------- | ----------- |
| Punti per gara        | Milwaukee Bucks   | 118.7       |
| Rimbalzi per gara     | Milwaukee Bucks   | 51.7        |
| Assists per gara      | Phoenix Suns      | 27.2        |
| Palle rubate per gara | Chicago Bulls     | 10.0        |
| Stoppate per gara     | L.A. Lakers       | 6.6         |
| Palle perse per gara  | San Antonio Spurs | 12.6        |
| FG%                   | L.A. Lakers       | 48.0%       |
| FT%                   | Phoenix Suns      | 83.4%       |
| 3FG%                  | Utah Jazz         | 38.0%       |
| +/−                   | Milwaukee Bucks   | +10.1       |

### Contratti giocatori
| #  | Giocatore         | Squadra               | Stipendio   |
| -- | ----------------- | --------------------- | ----------- |
| 1  | Stephen Curry     | Golden State Warriors | 40231758 $  |
| 2  | Chris Paul        | Oklahoma City Thunder | 38506482 $  |
| 3  | Russell Westbrook | Houston Rockets       | 38178000 $  |
| 4  | James Harden      | Houston Rockets       | 37800000 $  |
| 5  | John Wall         | Washington Wizards    | 37800000 $  |
| 6  | LeBron James      | Los Angeles Lakers    | 37436858 $  |
| 7  | Kevin Durant      | Brooklyn Nets         | 37.199.000$ |
| 8  | Kemba Walker      | Boston Celtics        | 34379100 $  |
| 9  | Blake Griffin     | Detroit Pistons       | 34.234.964$ |
| 10 | Kyle Lowry        | Toronto Raptors       | 33.396.296$ |

## Premi

### Premi dell'anno
La NBA ha deciso che per quest'anno i titoli individuali della regular season sono assegnati considerando solo i risultati ottenuti fino all'11 marzo, ovvero escludendo le partite disputate all'interno della bolla di Disney World.
| Premio                                   | Giocatore             | Team              |
| ---------------------------------------- | --------------------- | ----------------- |
| NBA Most Valuable Player Award           | Giannīs Antetokounmpo | Milwaukee Bucks   |
| NBA Defensive Player of the Year Award   | Giannīs Antetokounmpo | Milwaukee Bucks   |
| NBA Rookie of the Year Award             | Ja Morant             | Memphis Grizzlies |
| NBA Sixth Man of the Year Award          | Montrezl Harrell      | L.A. Clippers     |
| NBA Most Improved Player Award           | Brandon Ingram        | N.O. Pelicans     |
| NBA Coach of the Year Award              | Nick Nurse            | Toronto Raptors   |
| NBA Executive of the Year Award          | Lawrence Frank        | L.A. Clippers     |
| NBA Sportsmanship Award                  | Vince Carter          | Atlanta Hawks     |
| J. Walter Kennedy Citizenship Award      | Malcolm Brogdon       | Indiana Pacers    |
| Twyman-Stokes Teammate of the Year Award | Jrue Holiday          | N.O. Pelicans     |

### Premi della Bolla
La Lega ha deciso di assegnare premi individuali specifici per la parte di stagione disputata nella bolla di Disney World.
| Premio                 | Giocatore             | Team                |
| ---------------------- | --------------------- | ------------------- |
| Most Valuable Player   | Damian Lillard        | Portland T. Blazers |
| Coach of the Bubble    | Monty Williams        | Phoenix Suns        |
| All-Bubble First Team  | Devin Booker          | Phoenix Suns        |
| All-Bubble First Team  | Luka Dončić           | Dallas Mavericks    |
| All-Bubble First Team  | James Harden          | Houston Rockets     |
| All-Bubble First Team  | Damian Lillard        | Portland T. Blazers |
| All-Bubble First Team  | T.J. Warren           | Indiana Pacers      |
| All-Bubble Second Team | Giannīs Antetokounmpo | Milwaukee Bucks     |
| All-Bubble Second Team | Kawhi Leonard         | L.A. Clippers       |
| All-Bubble Second Team | Caris LeVert          | Brooklyn Nets       |
| All-Bubble Second Team | Michael Porter        | Denver Nuggets      |
| All-Bubble Second Team | Kristaps Porziņģis    | Dallas Mavericks    |

### Giocatore della settimana
| Settimana                | Eastern Conference                            | Western Conference                                | Ref.          |
| ------------------------ | --------------------------------------------- | ------------------------------------------------- | ------------- |
| 22–27 ottobre            | Trae Young (Atlanta Hawks) (1/1)              | Karl-Anthony Towns (Minnesota Timberwolves) (1/1) | [ 5 ]         |
| 28 ottobre - 3 novembre  | Giannīs Antetokounmpo (Milwaukee Bucks) (1/4) | Anthony Davis (Los Angeles Lakers) (1/2)          | [ 6 ]         |
| 4-10 novembre            | Pascal Siakam (Toronto Raptors) (1/2)         | James Harden (Houston Rockets) (1/2)              | [ 7 ]         |
| 11–17 novembre           | Nikola Vučević (Orlando Magic) (1/1)          | James Harden (Houston Rockets) (2/2)              | [ 8 ]         |
| 18–24 novembre           | Spencer Dinwiddie (Brooklyn Nets) (1/1)       | Luka Dončić (Dallas Mavericks) (1/1)              | [ 9 ]         |
| 25 novembre - 1 dicembre | Giannīs Antetokounmpo (Milwaukee Bucks) (2/4) | Carmelo Anthony (Portland Trail Blazers) (1/1)    | [ 10 ] [ 11 ] |
| 2-8 dicembre             | Jimmy Butler (Miami Heat) (1/1)               | Anthony Davis (Los Angeles Lakers) (2/2)          | [ 12 ]        |
| 9–15 dicembre            | Bam Adebayo (Miami Heat) (1/1)                | LeBron James (Los Angeles Lakers) (1/3)           | [ 13 ]        |
| 16–22 dicembre           | Kyle Lowry (Toronto Raptors) (1/1)            | Dennis Schröder (Oklahoma City Thunder) (1/1)     | [ 14 ]        |
| 23–29 dicembre           | Jaylen Brown (Boston Celtics) (1/2)           | Brandon Ingram (New Orleans Pelicans) (1/1)       | [ 15 ] [ 16 ] |
| 30 dicembre - 5 gennaio  | Giannīs Antetokounmpo (Milwaukee Bucks) (3/4) | LeBron James (Los Angeles Lakers) (2/3)           | [ 17 ]        |
| 6-12 gennaio             | Josh Richardson (Philadelphia 76ers) (1/1)    | DeMar DeRozan (San Antonio Spurs) (1/1)           | [ 18 ]        |
| 13-19 gennaio            | Ben Simmons (Philadelphia 76ers) (1/1)        | Kawhi Leonard (Los Angeles Clippers) (1/1)        | [ 19 ] [ 20 ] |
| 20–26 gennaio            | Pascal Siakam (Toronto Raptors) (2/2)         | Damian Lillard (Portland Trail Blazers) (1/2)     | [ 21 ] [ 22 ] |
| 27 gennaio - 2 febbraio  | Jaylen Brown (Boston Celtics) (2/2)           | Damian Lillard (Portland Trail Blazers) (2/2)     | [ 23 ]        |
| 3-9 febbraio             | Jayson Tatum (Boston Celtics) (1/1)           | Nikola Jokić (Denver Nuggets) (1/1)               | [ 24 ] [ 25 ] |
| 24 febbraio - 1 marzo    | Giannīs Antetokounmpo (Milwaukee Bucks) (4/4) | Kristaps Porziņģis (Dallas Mavericks) (1/1)       | [ 26 ] [ 27 ] |
| 2-8 marzo                | Norman Powell (Toronto Raptors) (1/1)         | LeBron James (Los Angeles Lakers) (3/3)           | [ 28 ]        |

### Giocatore del mese
| Mese             | Eastern Conference                            | Western Conference                      | Ref.   |
| ---------------- | --------------------------------------------- | --------------------------------------- | ------ |
| Ottobre/Novembre | Giannīs Antetokounmpo (Milwaukee Bucks) (1/3) | Luka Dončić (Dallas Mavericks) (1/1)    | [ 29 ] |
| Dicembre         | Giannīs Antetokounmpo (Milwaukee Bucks) (2/3) | James Harden (Houston Rockets) (1/1)    | [ 30 ] |
| Gennaio          | Giannīs Antetokounmpo (Milwaukee Bucks) (3/3) | LeBron James (Los Angeles Lakers) (1/2) | [ 31 ] |
| Febbraio         | Jayson Tatum (Boston Celtics) (1/1)           | LeBron James (Los Angeles Lakers) (2/2) | [ 32 ] |

### Rookie del mese
| Mese             | Eastern Conference               | Western Conference                           | Ref.   |
| ---------------- | -------------------------------- | -------------------------------------------- | ------ |
| Ottobre/Novembre | Kendrick Nunn (Miami Heat) (1/3) | Ja Morant (Memphis Grizzlies) (1/3)          | [ 29 ] |
| Dicembre         | Kendrick Nunn (Miami Heat) (2/3) | Ja Morant (Memphis Grizzlies) (2/3)          | [ 30 ] |
| Gennaio          | Kendrick Nunn (Miami Heat) (3/3) | Ja Morant (Memphis Grizzlies) (3/3)          | [ 31 ] |
| Febbraio         | Coby White (Chicago Bulls) (1/1) | Zion Williamson (New Orleans Pelicans) (1/1) | [ 32 ] |

### Allenatore del mese
| Mese             | Eastern Conference                       | Western Conference                          | Ref.          |
| ---------------- | ---------------------------------------- | ------------------------------------------- | ------------- |
| Ottobre/Novembre | Nick Nurse (Toronto Raptors) (1/2)       | Frank Vogel (Los Angeles Lakers) (1/1)      | [ 33 ] [ 34 ] |
| Dicembre         | Mike Budenholzer (Milwaukee Bucks) (1/2) | Billy Donovan (Oklahoma City Thunder) (1/1) | [ 35 ] [ 36 ] |
| Gennaio          | Nick Nurse (Toronto Raptors) (2/2)       | Taylor Jenkins (Memphis Grizzlies) (1/1)    | [ 37 ] [ 38 ] |
| Febbraio         | Mike Budenholzer (Milwaukee Bucks) (2/2) | Mike D'Antoni (Houston Rockets) (1/1)       | [ 39 ] [ 40 ] |